# Heinz Gruchot
Heinz Gruchot (* 11. Oktober 1918 in Breslau; † 15. August 1994 in München) war ein deutscher Maler.
Er erhielt 1978 den Seerosenpreis der Stadt München, 1984 einen Lehrauftrag an der Fachhochschule Rosenheim und 1985 den Schwabinger Kunstpreis.